# همه‌پرسی قانون اساسی تایلند (۲۰۱۶)
همه‌پرسی قانون اساسی تایلند در روز یکشنبه ۷ اوت ۲۰۱۶ برابر با ۱۷ مرداد ۱۳۹۵ در تایلند برگزار شد. با وجود آنکه این قانون یک شبه‌دموکراسی به‌شمار می‌رود که حکومت نظامیان را مستحکم‌تر می‌نماید اما ۶۱٪ مردم از میان ۵۵٪ شرکت‌کننده به آن رأی آری دادند.
این نخستین رأی‌گیری پس از کودتای ۱۳۹۳ توسط پرایوث چان اوچا فرمانده ارتش و نخست‌وزیر وقت علیه تاکسین شیناواترا نخست‌وزیر سابق بود. ۵۱ میلیون نفر از جمعیت این کشور حق رای داشتند. در انتخابات پیشین ۵۷ درصد از مردم شرکت کرده بودند. بازنویسی قانون اساسی تایلند در چند دهه گذشته در پی کودتاهای مختلف انجام شده و پیش‌نویس قانون اساسی که قرار بود در این انتخابات به رأی گذاشته شود، بیستمین پیش‌نویس قانون اساسی از سال ۱۹۳۲ میلادی بود.

## تغییرات جدید
مهم‌ترین تغییر در پیش‌نویس جدید نسبت به قانون اساسی ۲۰۰۷ (۱۳۸۶) این بود که سنا از مجلسی که بخشی از اعضای آن انتخابی بودند به مجلسی کاملاً انتصابی تبدیل می‌شد. پیش از انتخابات گفته می‌شد شورای ملی برای صلح و نظم که در صورت اقبال مردم به قانون اساسی جدید می‌تواند ۲۵۰ نمایندهٔ این مجلس را تعیین کند، می‌کوشید تا با ارائهٔ پیش‌نویس جدید نفوذ پیشین خود را بازیابد. همچنین مجلس سنا در قانون اساسی جدید در یک دورهٔ پنج ساله حق وتوی مصوبات مجلس نمایندگان را خواهد داشت. بر اساس این طرح امکان انتصاب نخست‌وزیر خارج از هر دو مجلس وجود خواهد داشت.

## تمهیدات
۳۵۰٬۰۰۰ نفر به منظور تبلیغ قانون اساسی جدید از سوی کمیتهٔ پیش‌نویس قانون اساسی آموزش داده شده بودند. شورای ملی برای صلح و نظم هر گونه انتقاد از پیش‌نویس جدید یا نظارت بر همه‌پرسی را ممنوع ساخته بود. فعالان سیاسی که علیه این سند اقداماتی کردند دستگیر و بازداشت شده و در دادگاه‌های نظامی محاکمه شدند.
معترضان به قانون اساسی جدید بر این باور هستند که این قانون اجازه نمی‌دهد «تاکسین شیناواترا» نخست‌وزیر سابق تایلند که در سال ۲۰۰۶ در پی اتهام فساد مالی و بی‌احترامی به پادشاه این کشور با انجام کودتا برکنار شد، به قدرت بازگردد.

## نتایج
۵۹٪ از مردم در این همه‌پرسی شرکت کردند. این همه‌پرسی در بخش ایسان که هوادار تاکسین شیناواترا هستند رأی نیاورد. همچنین در سه استان جنوبی مسلمان‌نشین نیز به‌طور قاطعانه از سوی مردم رد شد. با شمارش ۹۴٪ از آرا در فردای همه‌پرسی مشخص شد که ۶۱/۴٪ شرکت‌کنندگان رأی «آری» و ۳۸/۶٪ رأی «نه» به قانون جدید داده‌اند.
بی‌بی‌سی گزارش کرد که دلایل این نتیجه متنوع هستند. از میان آن‌ها می‌توان به سرکوب شدن تبلیغات و منتقدان پیش‌نویس جدید که تنها افراد اندکی توانسته بودند آن را ببینند اشاره کرد. نویسندهٔ پیش‌نویس مدعی بود که این قانون باعث مبارزه با فساد سیاسی و کمک به اصلاحات در کشور خواهد شد. برخی از مردم به حکومت خونتای این کشور (حکومت نظامیان) راضی شده بودند. بسیاری از رأی‌دهندگان از بحران‌های سیاسی به ستوه آمده‌اند و پیش‌نویس جدید را راهی برای بازگشت به اوضاع عادی می‌دیدند.

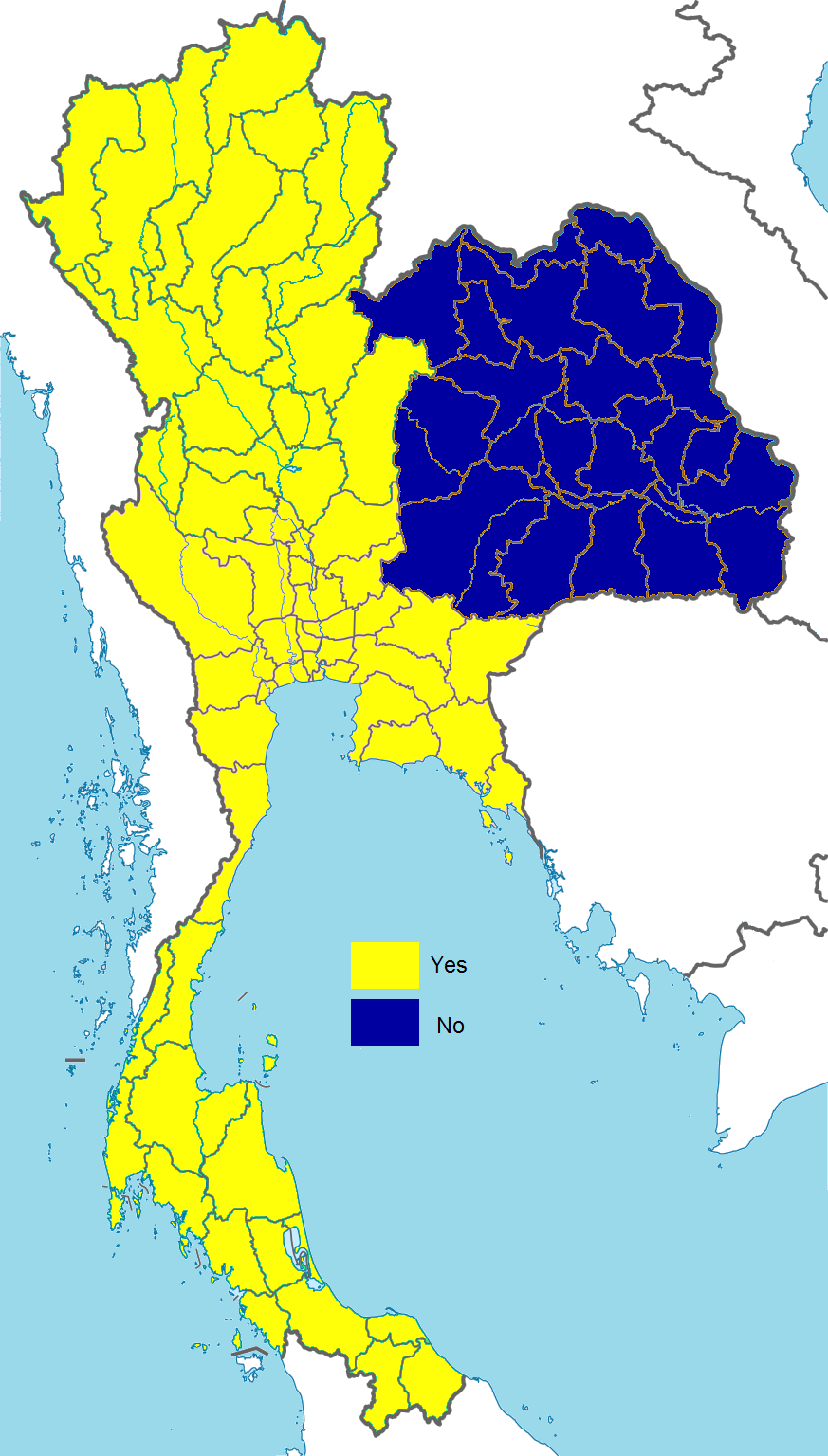
Constitutional referendum, 2016 result by region.
نه
آری

| پرسش                | موافق      | موافق | مخالف      | مخالف | باطله/سفید | مجموع آرا  | رأی‌دهندگان نام‌نویسی‌شده | مشارکت |
| پرسش                | آرا        | ٪     | آرا        | ٪     | باطله/سفید | مجموع آرا  | رأی‌دهندگان نام‌نویسی‌شده | مشارکت |
| ------------------- | ---------- | ----- | ---------- | ----- | ---------- | ---------- | ---------------------- | ------ |
| پیش‌نویس قانون اساسی | ۱۶٬۸۲۰٬۴۰۲ | ۶۱٫۳۵ | ۱۰٬۵۹۸٬۰۳۷ | ۳۸٫۶۵ | ۲٬۳۲۲٬۲۳۸  | ۲۹٬۷۴۰٬۶۷۷ | ۵۰٬۰۷۱٬۵۸۹             | ۵۹٫۴۰  |
| انتخاب نخست‌وزیر     | ۱۵٬۱۳۲٬۰۵۰ | ۵۸٫۰۷ | ۱۰٬۹۲۶٬۶۴۸ | ۴۱٫۹۳ | ۳٬۶۸۱٬۹۷۹  | ۲۹٬۷۴۰٬۶۷۷ | ۵۰٬۰۷۱٬۵۸۹             | ۵۹٫۴۰  |
| منبع: Bangkok Post  |            |       |            |       |            |            |                        |        |

## نتایج بر اساس استان‌ها: پیش‌نویس قانون اساسی[۹]
| استان                  | آرای موافق | ٪     | آرای مخالف | ٪     | باطله/سفید | مجموع آرا  | رأی‌دهندگان نام‌نویسی‌شده | مشارکت |
| ---------------------- | ---------- | ----- | ---------- | ----- | ---------- | ---------- | ---------------------- | ------ |
| آنگ تونگ               | ۷۰٬۹۵۸     | ۵۸٫۸۴ | ۴۹٬۶۴۱     | ۴۱٫۱۶ | ۴٬۹۱۴      | ۱۳۱٬۵۰۳    | ۲۲۵٬۲۳۱                | ۵۸٫۳۹٪ |
| آیوتتایا               | ۲۱۶٬۲۷۸    | ۶۰٫۵۷ | ۱۴۰٬۸۰۴    | ۳۹٫۴۳ | ۱۴٬۳۸۰     | ۳۸۷٬۴۲۹    | ۶۳۲٬۹۰۵                | ۶۱٫۲۲٪ |
| بانکوک                 | ۱٬۵۸۵٬۵۳۳  | ۶۹٫۲۲ | ۷۰۵٬۱۹۵    | ۳۰٫۷۸ | ۳۶٬۳۶۲     | ۲٬۳۷۰٬۴۷۷  | ۴٬۴۵۰٬۲۲۴              | ۵۳٫۲۷٪ |
| چای نات                | ۹۳٬۹۶۷     | ۶۴٫۰۵ | ۵۲٬۷۳۸     | ۳۵٫۹۵ | ۶٬۳۷۲      | ۱۶۱٬۶۹۲    | ۲۶۵٬۱۸۳                | ۶۰٫۹۷٪ |
| چاچوئنگسائو            | ۲۰۴٬۱۳۶    | ۶۸٫۷۹ | ۹۲٬۶۱۶     | ۳۱٫۲۱ | ۱۰٬۴۹۴     | ۳۲۱٬۹۸۱    | ۵۴۰٬۴۴۱                | ۵۹٫۵۸٪ |
| چانتابوری              | ۱۷۶٬۰۲۹    | ۷۴٫۷۴ | ۵۹٬۴۸۵     | ۲۵٫۲۶ | ۷٬۹۱۸      | ۲۵۳٬۵۳۱    | ۴۱۲٬۶۸۱                | ۶۱٫۴۴٪ |
| چونبوری                | ۴۳۰٬۳۶۱    | ۷۶٫۴۵ | ۱۳۲٬۵۵۴    | ۲۳٫۵۵ | ۱۴٬۸۸۸     | ۵۹۵٬۶۸۴    | ۱٬۰۹۴٬۶۵۴              | ۵۴٫۴۲  |
| کانتچانابوری           | ۲۲۶٬۸۲۵    | ۶۸٫۷۱ | ۱۰۳٬۲۸۸    | ۳۱٫۲۹ | ۱۳٬۱۷۱     | ۳۶۰٬۴۹۷    | ۶۱۷٬۷۲۵                | ۵۸٫۳۶٪ |
| لوپبوری                | ۲۰۵٬۶۱۹    | ۶۴٫۲۲ | ۱۱۴٬۵۲۸    | ۳۵٫۷۸ |            |            |                        |        |
| رایونگ                 | ۲۲۱٬۱۹۶    | ۷۸٫۶۸ | ۵۹٬۹۳۲     | ۲۱٫۳۲ |            |            |                        |        |
| راتچابوری              | ۲۹۱٬۴۷۵    | ۷۵٫۳۸ | ۹۵٬۲۱۴     | ۲۴٫۶۲ |            |            |                        |        |
| ناخون نایوک            | ۷۶٬۵۶۶     | ۷۰٫۶۳ | ۳۱٬۸۳۹     | ۲۹٫۳۷ |            |            |                        |        |
| ناخون پاتوم            | ۲۷۱٬۳۹۴    | ۶۸٫۶۴ | ۱۲۴٬۰۱۸    | ۳۱٫۳۶ |            |            |                        |        |
| نونتابوری              | ۳۴۳٬۷۷۱    | ۶۷٫۳۷ | ۱۶۶٬۴۹۰    | ۳۲٫۶۳ |            |            |                        |        |
| پاتوم تانی             | ۲۷۸٬۲۶۵    | ۶۲٫۹۳ | ۱۶۳٬۹۱۸    | ۳۷٫۰۷ |            |            |                        |        |
| پراچواپ خیری خان       | ۱۸۶٬۳۶۱    | ۸۲٫۹۳ | ۳۸٬۳۵۵     | ۱۷٫۰۷ |            |            |                        |        |
| پراچینبوری             | ۱۴۸٬۵۶۷    | ۶۹٫۰۱ | ۶۶٬۷۰۱     | ۳۰٫۹۹ |            |            |                        |        |
| سا کایو                | ۱۵۶٬۹۵۵    | ۷۱٫۱۶ | ۶۳٬۶۱۷     | ۲۸٫۸۴ |            |            |                        |        |
| سارابوری               | ۱۹۳٬۶۸۶    | ۶۳٫۲۷ | ۹۴٬۲۲۴     | ۳۶٫۷۳ |            |            |                        |        |
| ساموت پراکان           | ۳۱۸٬۵۷۱    | ۶۵٫۵۰ | ۱۶۷٬۷۹۸    | ۳۴٫۵۰ |            |            |                        |        |
| ساموت ساخون            | ۱۵۲٬۴۶۵    | ۷۲٫۰۵ | ۵۹٬۱۵۹     | ۲۷٫۹۵ |            |            |                        |        |
| ساموت سونگخرام         | ۶۲٬۹۴۸     | ۷۷٫۴۰ | ۱۸٬۳۸۵     | ۲۲٫۶۰ |            |            |                        |        |
| سینگ بوری              | ۵۶٬۴۴۶     | ۵۸٫۶۲ | ۳۹٬۸۴۰     | ۴۱٫۳۸ |            |            |                        |        |
| سوپان بوری             | ۲۲۳٬۱۱۴    | ۶۰٫۸۱ | ۱۴۳٬۷۹۸    | ۳۹٫۱۹ |            |            |                        |        |
| ترات                   | ۷۲٬۴۶۹     | ۷۹٫۴۱ | ۱۸٬۷۹۰     | ۲۰٫۵۹ |            |            |                        |        |
| ناحیه تایلند مرکزی     | ۶٬۵۵۱٬۳۷۰  | ۶۹٫۴۳ | ۲٬۸۸۳٬۹۰۷  | ۳۰٫۵۷ | ۲۷۴٬۸۰۰    | ۱۰٬۰۵۰٬۹۸۲ | ۱۷٬۵۸۰٬۴۷۰             | ۵۷٫۱۷٪ |
| چومپفون                | ۲۰۸٬۰۶۸    | ۹۰٫۰۴ | ۲۳٬۰۰۴     | ۹٫۹۶  |            |            |                        |        |
| کرابی                  | ۱۶۱٬۵۲۰    | ۸۳٫۹۹ | ۳۰٬۷۸۷     | ۱۶٫۰۱ | ۵٬۰۸۶      | ۲۰۵٬۰۵۲    | ۳۳۰٬۷۷۱                | ۶۱٫۹۹٪ |
| ناخون سی تاممارات      | ۵۵۹٬۶۸۹    | ۸۸٫۰۵ | ۷۵٬۹۲۷     | ۱۱٫۹۵ |            |            |                        |        |
| ناراتیوات              | ۱۰۹٬۳۴۸    | ۳۶٫۰۴ | ۱۹۴٬۰۲۰    | ۶۳٫۹۶ |            |            |                        |        |
| پاتانی                 | ۸۹٬۹۵۲     | ۳۵٫۰۲ | ۱۶۶٬۹۰۰    | ۶۴٫۹۸ |            |            |                        |        |
| پهانگ نگا              | ۹۷٬۹۵۲     | ۸۴٫۲۳ | ۱۸٬۳۴۴     | ۱۵٫۷۷ |            |            |                        |        |
| پاتالونگ               | ۲۱۳٬۹۰۰    | ۸۴٫۵۵ | ۳۹٬۰۸۷     | ۱۵٫۴۵ |            |            |                        |        |
| پوکت                   | ۱۲۵٬۶۴۳    | ۸۸٫۰۳ | ۱۷٬۰۸۱     | ۱۱٫۹۷ |            |            |                        |        |
| رانونگ                 | ۶۴٬۲۳۴     | ۸۷٫۱۰ | ۹٬۵۱۲      | ۱۲٫۹۰ |            |            |                        |        |
| ساتون                  | ۹۱٬۸۳۵     | ۷۰٫۲۰ | ۳۸٬۹۸۶     | ۲۹٫۸۰ |            |            |                        |        |
| سونگخلا                | ۵۰۶٬۷۵۲    | ۸۲٫۲۶ | ۱۰۹٬۲۸۳    | ۱۷٫۷۴ |            |            |                        |        |
| سورات تانی             | ۳۷۷٬۶۲۸    | ۸۷٫۲۹ | ۵۴٬۹۸۰     | ۱۲٫۷۱ |            |            |                        |        |
| ترانگ                  | ۲۵۰٬۶۴۴    | ۸۶٫۱۹ | ۴۰٬۱۷۰     | ۱۳٫۸۱ |            |            |                        |        |
| یالا                   | ۸۱٬۷۵۹     | ۳۹٫۹۳ | ۱۲۲٬۹۸۸    | ۶۰٫۰۷ |            |            |                        |        |
| تایلند جنوبی           | ۲٬۹۳۸٬۹۲۴  | ۷۵٫۷۵ | ۹۴۱٬۰۴۹    | ۲۴٫۲۵ | ۱۴۲٬۷۵۰    | ۴٬۱۷۹٬۴۰۱  | ۶٬۷۷۳٬۰۳۳              | ۶۱٫۷۱٪ |
| چیانگ‌مای               | ۳۹۰٬۰۴۶    | ۴۵٫۹۲ | ۴۵۹٬۳۹۹    | ۵۴٫۰۸ |            |            |                        |        |
| چیانگ ری               | ۲۴۹٬۶۸۴    | ۴۵٫۰۲ | ۳۰۴٬۹۷۶    | ۵۴٫۹۸ |            |            |                        |        |
| لامپانگ                | ۱۹۳٬۷۵۸    | ۵۱٫۷۲ | ۱۸۰٬۸۶۳    | ۴۸٫۲۸ |            |            |                        |        |
| لامفون                 | ۱۰۹٬۴۹۵    | ۴۸٫۰۸ | ۱۱۸٬۲۵۸    | ۵۱٫۹۲ |            |            |                        |        |
| فرای                   | ۱۰۲٬۷۴۵    | ۴۶٫۲۱ | ۱۱۹٬۵۹۴    | ۵۳٫۷۹ |            |            |                        |        |
| نان                    | ۱۲۲٬۱۴۲    | ۵۲٫۸۳ | ۱۰۹٬۰۵۷    | ۴۷٫۱۷ |            |            |                        |        |
| مای هونگ سون           | ۶۹٬۴۳۹     | ۶۴٫۱۸ | ۳۸٬۷۵۷     | ۳۵٫۸۲ |            |            |                        |        |
| تاک                    | ۱۶۰٬۶۷۴    | ۷۲٫۶۹ | ۶۰٬۳۷۷     | ۲۷٫۳۱ |            |            |                        |        |
| اوتارادیت              | ۱۲۴٬۳۵۶    | ۶۰٫۲۷ | ۸۱٬۹۸۲     | ۳۹٫۷۳ |            |            |                        |        |
| پیتسانولوک             | ۲۶۵٬۱۳۶    | ۶۸٫۹۶ | ۱۱۹٬۳۴۸    | ۳۱٫۰۴ |            |            |                        |        |
| کامفائنگ فت            | ۲۱۷٬۹۲۶    | ۷۱٫۸۴ | ۸۵٬۳۵۴     | ۲۸٫۱۴ | ۱۲٬۶۶۲     | ۳۳۴٬۱۰۲    | ۵۰۸٬۷۵۸                | ۶۵٫۶۷٪ |
| ناخون ساوان            | ۲۸۹٬۳۹۳    | ۶۷٫۰۱ | ۱۴۲٬۴۷۱    | ۳۲٫۹۹ |            |            |                        |        |
| سوکوتای                | ۱۸۸٬۶۰۸    | ۷۰٫۲۵ | ۷۹٬۵۹۸     | ۲۹٫۷۵ |            |            |                        |        |
| پتچابون                | ۲۸۶٬۱۶۳    | ۶۹٫۲۰ | ۱۲۷٬۳۴۲    | ۳۰٫۸۰ |            |            |                        |        |
| پیچیت                  | ۱۴۱٬۳۳۰    | ۶۵٫۳۳ | ۷۵٬۰۰۰     | ۳۴٫۶۷ |            |            |                        |        |
| یوتای تانی             | ۱۰۶٬۸۸۴    | ۷۴٫۷۴ | ۳۶٬۱۲۳     | ۲۵٫۲۶ |            |            |                        |        |
| پایائو                 | ۱۰۹٬۴۰۸    | ۴۷٫۱۵ | ۱۲۲٬۶۴۹    | ۵۲٫۸۵ |            |            |                        |        |
| تایلند شمالی           | ۳٬۰۲۰٬۳۰۳  | ۵۷٫۵۸ | ۲٬۲۲۵٬۲۸۵  | ۴۲٫۴۲ | ۲۱۸٬۹۴۴    | ۵٬۷۸۸٬۰۴۵  | ۸٬۸۴۰٬۰۴۸              | ۶۵٫۴۸٪ |
| امنات چاروین           | ۸۷٬۳۱۴     | ۵۴٫۶۹ | ۷۲٬۳۴۶     | ۴۵٫۳۱ |            |            |                        |        |
| بوریرام                | ۳۶۵٬۰۴۱    | ۶۰٫۲۲ | ۲۴۱٬۱۰۱    | ۳۹٫۷۸ |            |            |                        |        |
| چایاپوم                | ۲۰۴٬۰۵۵    | ۴۵٫۶۳ | ۲۴۳٬۱۴۴    | ۵۴٫۳۷ |            |            |                        |        |
| لوئی                   | ۱۵۸٬۳۹۴    | ۵۴٫۱۹ | ۱۳۳٬۸۹۰    | ۴۵٫۸۱ |            |            |                        |        |
| کالاسین                | ۱۸۰٬۴۶۵    | ۴۵٫۰۳ | ۲۲۰٬۳۱۷    | ۵۴٫۹۷ | ۱۲٬۶۹۳     | ۴۴۱٬۱۶۴    | ۷۷۱٬۸۵۱                | ۵۷٫۱۶٪ |
| خون کاین               | ۳۳۳٬۸۰۷    | ۴۴٫۹۱ | ۴۰۹٬۴۵۳    | ۵۵٫۰۹ | ۲۵٬۰۶۲     | ۸۱۵٬۱۹۱    | ۱٬۴۱۹٬۱۰۶              | ۵۷٫۴۴٪ |
| ماها ساراخام           | ۱۷۲٬۳۹۲    | ۴۲٫۴۱ | ۲۳۴٬۱۴۰    | ۵۷٫۵۹ |            |            |                        |        |
| موکداهان               | ۵۶٬۵۴۴     | ۳۷٫۹۹ | ۹۲٬۲۸۲     | ۶۲٫۰۱ |            |            |                        |        |
| ناخون راتچاسیما        | ۷۳۰٬۹۸۵    | ۶۴٫۳۹ | ۴۰۴٬۲۶۱    | ۳۵٫۶۱ |            |            |                        |        |
| ناخون پانوم            | ۱۳۹٬۴۹۷    | ۴۷٫۲۳ | ۱۵۵٬۸۳۰    | ۵۲٫۷۷ |            |            |                        |        |
| نونگ بوآ لامفو         | ۷۷٬۱۶۷     | ۳۹٫۷۵ | ۱۱۶٬۹۵۸    | ۶۰٫۷۵ |            |            |                        |        |
| نونگ خای               | ۸۶٬۵۵۷     | ۴۴٫۲۹ | ۱۰۸٬۸۷۴    | ۵۵٫۷۱ |            |            |                        |        |
| روی ات                 | ۱۸۶٬۹۳۱    | ۳۵٫۹۸ | ۳۳۲٬۵۸۷    | ۶۴٫۰۲ |            |            |                        |        |
| ساکون ناخون            | ۲۱۷٬۳۷۲    | ۴۷٫۸۹ | ۲۳۶٬۴۹۷    | ۵۲٫۱۱ |            |            |                        |        |
| سیساکت                 | ۲۴۴٬۴۹۹    | ۴۲٫۴۶ | ۳۳۱٬۳۱۴    | ۵۷٫۵۴ |            |            |                        |        |
| سورین                  | ۲۵۹٬۶۶۸    | ۴۹٫۲۲ | ۲۶۷٬۹۱۷    | ۵۰٫۷۸ |            |            |                        |        |
| اوبون راتچاتانی        | ۴۱۳٬۹۰۱    | ۵۴٫۷۷ | ۳۴۱٬۸۴۸    | ۴۵٫۲۳ |            |            |                        |        |
| اودون تانی             | ۲۴۸٬۰۹۲    | ۴۰٫۶۶ | ۳۶۲٬۰۲۳    | ۵۹٫۳۴ |            |            |                        |        |
| یاسوتون                | ۸۱٬۲۷۲     | ۳۶٫۳۵ | ۱۴۲٬۲۸۴    | ۶۳٫۶۵ |            |            |                        |        |
| ناحیه شمال شرقی تایلند | ۴٬۳۰۹٬۸۰۵  | ۴۸٫۶۶ | ۴٬۵۴۷٬۷۷۶  | ۵۱٫۳۴ | ۲۹۹٬۷۱۵    | ۹٬۷۲۲٬۲۴۹  | ۱۶٬۸۷۸٬۰۰۲             | ۵۷٫۶۰٪ |

## پس‌آیند
وظیفهٔ بعدی کمیتهٔ پیش‌نویس قانون اساسی طراحی قوانین ساختاری برای نظام سیاسی جدید است.
طبق قانون اساسی جدید دستکم شش کرسی از سنای این کشور متعلق به ارتش خواهد بود تا ایشان قانونگذاران منتخب را مورد بررسی و نظارت قرار دهند. همچنین دادگاه‌های این کشور نیز قدرت زیادی پیدا خواهند کرد. قانون جدید به حکومت اجازهٔ اعمال محدودیت برای منتقدان، تعطیلی رادیوها و تلویزیون‌ها در صورت نقض قوانین خونتا، حبس تا ۱۰ سال برای افرادی که عکس یا مطلبی علیه دولت منتشر کنند و ممنوعیت تجمع بیش از ۵ نفر داده‌است.
از احزاب سیاسی انتظار می‌رود خود را اصلاح کنند. در نتیجه احتمالاً شاهد احزاب کوچکتر خواهیم بود. نظام رأی‌گیری جدید، بردنِ رأی اکثریت را برای احزاب بزرگ سخت‌تر کرده و امکان ائتلاف را برای آن‌ها تقریباً غیرممکن ساخته‌است. احتمال می‌رود انتخابات تا سال بعد برگزار شود.
دولت جدید تحت نظارت مجلس سنای انتصابی و چند سازمان دیگر خواهد بود. استیضاح آسان‌تر شده و امکان این که در صورت بن‌بست، فردی خارج از پارلمان به نخست‌وزیری برگزیده شود به وجود آمده. دولت‌های بعدی باید موظف به وفاداری به برنامهٔ ۲۰ سالهٔ ارتش باشند.
بدین ترتیب نظامیان تا سال‌ها نقش تعیین‌کننده‌ای در سیاست تایلند خواهند داشت. ایشان تا انتخاب جانشین بعدی اوضاع را تحت تسلط خواهند داشت.